# Arteaga (Navarra)
Arteaga es un concejo y localidad navarra, incluido en el municipio  de Metauten (Navarra), al pie de la sierra de Lóquiz. Cuenta con 35 habitantes. Formó parte del Valle de Allín, con la constitución de los ayuntamientos constitucionales quedó integrado, junto con otros lugares del valle en el municipio de Metauten.

## Demografía
| Gráfica de evolución demográfica de Arteaga entre 1852 y 2017 |
|                                                               |
| Población de Arteaga entre 1852 y 2007.                       |

## Arte
Parroquia de San Nicolás (siglo XVI).

## Fiestas patronales
Virgen del Pilar, 12 de octubre.

## Economía
Ganaderías de vacuno
Empresa Piensos Ega.